# Centromerus pabulator
Centromerus pabulator là một loài nhện trong họ Linyphiidae.